# Кузоватовское городское поселение
Кузова́товское городско́е поселе́ние — муниципальное образование в составе Кузоватовского района Ульяновской области. Административный центр — рабочий посёлок Кузоватово. 

## Население
| 2010  | 2012  | 2013  | 2014  | 2015  | 2016  | 2017  |
| ----- | ----- | ----- | ----- | ----- | ----- | ----- |
| 4651  | ↘4560 | ↘4426 | ↘4275 | ↘4209 | ↘4145 | ↘4082 |
| 2018  | 2019  | 2020  | 2021  |       |       |       |
| ↘3996 | ↘3914 | ↘3879 | ↘3571 |       |       |       |

## Состав городского поселения
В состав поселения входят 1 населённый пункт — рабочий посёлок.
| № | Населённый пункт | Тип населённого пункта                  | Население |
| - | ---------------- | --------------------------------------- | --------- |
| 1 | Кузоватово       | рабочий посёлок, административный центр | ↘7325     |